# À Punt Mèdia
À Punt Mèdia, el nom mercantil del qual fou Societat Anònima de Mitjans de Comunicació de la Comunitat Valenciana S.A., (acurtat com À Punt Mèdia SAMC) va ser el grup de mitjans de comunicació públics del País Valencià, la qual dirigia la Corporació Valenciana de Mitjans de Comunicació que exercia la funció de servei públic de ràdio i televisió públiques. El 2025, el govern de Carlos Mazón la substituí per la Corporació Audiovisual de la Comunitat Valenciana.
Els seus objectius socials inclouien la comercialització publicitària dels seus productes o serveis i la formació i investigació audiovisual.

## Història i creació del contingut
Es van presentar més de 800 ofertes de programació i en el mes agost de 2016 es va donar a conéixer el contingut seleccionat per als mitjans. La selecció es va fer tenint en compte criteris d'interés, originalitat i qualitat; l'ús del valencià; que estiguera fet per valencians i al País Valencià; i la viabilitat financera.
El dia 8 de març de 2017, la Generalitat Valenciana va publicar una nota de premsa informant de quin era el nom elegit pel Consell Rector de la CVMC de les 82 propostes que els havien arribat. Popularment, es va difondre que el nom seria à. i à.mèdia però la directora Empar Marco va aclarir que estava per desplegar i que podia canviar al llarg del treball dels publicistes. I així ha sigut, tot i que el logotip sols presenta una 'à', s'escriu com 'À Punt', 'À Punt FM' o 'À Punt Mèdia'.
D'altra banda, La Colla és el nom del club infantil dels canals de televisió i ràdio d'À Punt Mèdia. Es va presentar per primera vegada en la carta de valors per als continguts infantils i juvenils presentada el 16 de juliol a la Corporació Valenciana de Mitjans de Comunicació.
L'11 de desembre de 2017, van començar les emissions d'À Punt FM amb deu programes que suposen 28 hores de continguts setmanals que es completen amb espais ocupats per música i repeticions de programes. El magazín Al Ras es retransmiteix tots els matins, de dilluns a divendres i de 10.00 a 13.00 hores, presentat per Jèssica Crespo on es tracta tota mena de temes d'opinió, llengua, cultura, un espai per a emprenedors, medi ambient, literatura, entrevistes… i cada divendres, l'espai ix de Burjassot per a gravar-se en diferents pobles. Un altre programa 'principal', és Territori Sonor: un magazín musical, presenta novetats del panorama valencià i s'obri a creadors, experts i oients, presentat per Amàlia Garrigós, cara i veu principal de l'antiga Radiotelevisió Valenciana. També hi ha programes de periodicitat setmanal dedicats al medi ambient, la gastronomia, els animals, concursos, la literatura i l'educació com 'Animalades', 'Samaruc Digital', 'Rosquilletres', 'Plaerdemavida'... entre tants.
El 18 de desembre de 2017 es va llançar el web oficial d'À Punt Mèdia, on es poden escoltar tots els podcasts dels programes emesos en À Punt FM, es pot consultar la programació, notícies sobre À Punt Mèdia i la secció infantil: La Colla on inclou dues sèries d'animació de producció pròpia, que són Catacric, catacrac: on s'expliquen les rondalles d'Enric Valor, i Els bíters, amb cançons populars valencianes interpretades per actors i un grup de xiquets. Per als xicotets en edat preescolar, la web oferix dos sèries d'animació en valencià i en anglés: 'Calcetins', que narra la quotidianitat d'una família molt singular, i 'Els meus monstres i jo', sobre el que s'amaga al darrere de les ombres de les habitacions dels més xicotets. A més, s'oferix també una sèrie sobre el món animal denominada Trip & Trop, en versió valenciana. I per als xiquets i xiquetes de 5 a 12 anys, s'inclouen tres sèries: Doraemon, la sèrie de manga sobre el gat còsmic que ve del futur parell ajudar a Nobita Nobi; Detectiu Conan, un jove que aconseguix solucionar qualsevol misteri; i Hamtaro, un xicotet hàmster que viu aventures en companyia d'altres animals de la seua espècie.
També el 18 de desembre es va llançar una campanya de publicitat en diferents mitjans de comunicació i en suports digitals per a donar a conéixer l'espai públic de comunicació valencià. Des de dies abans, la marca d'À Punt ja es va poder veure en tanques publicitàries del territori saludant les valencianes i valencians. Des d'aquest mateix dia va començar la publicitat a la web i a la ràdio, pel moment sols de la Generalitat Valenciana.

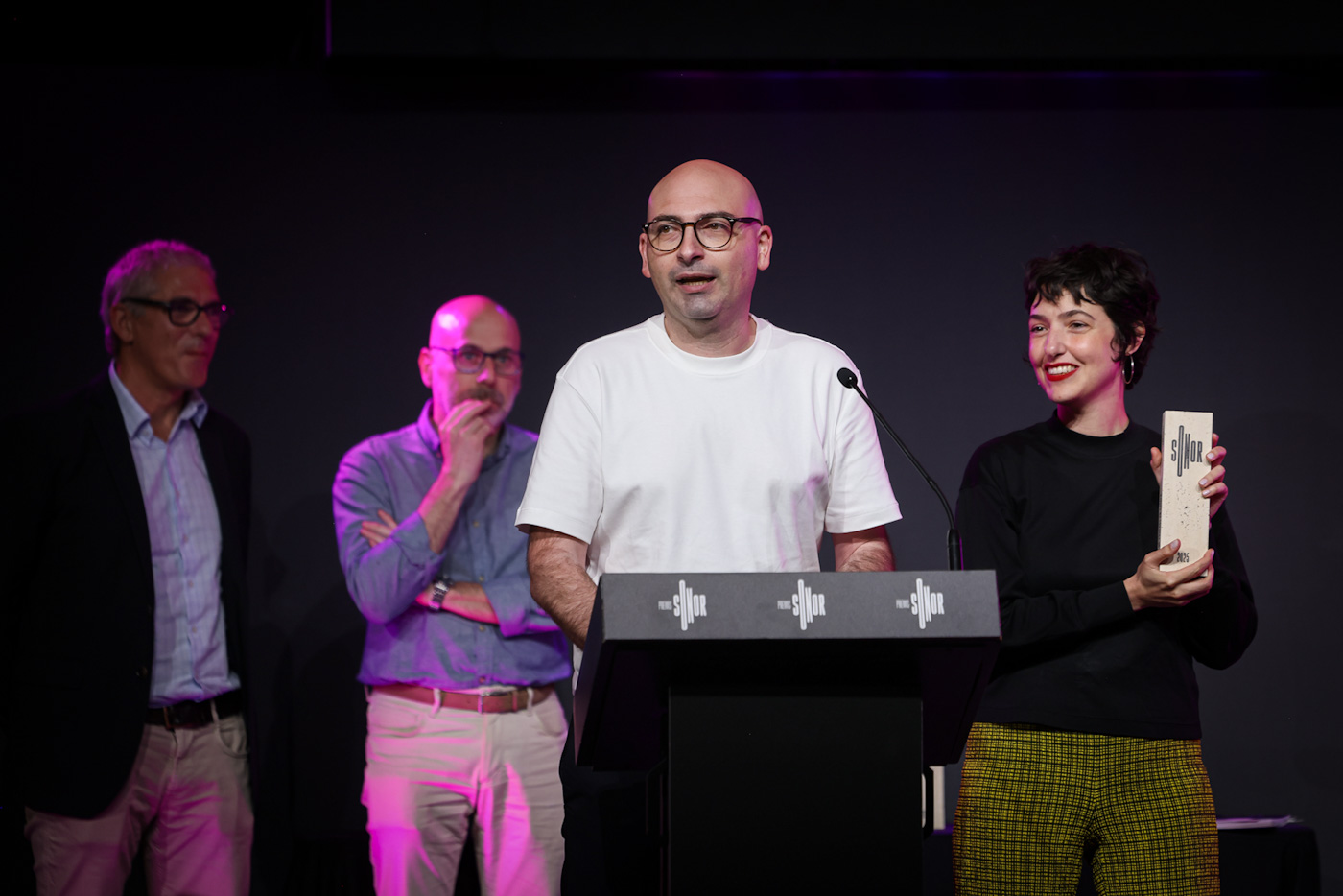
Equip del pòdcast Borja, de València al Vaticà, guanyador del premi Sonor al millor guió.

El 10 d'abril es redissenyà el lloc web fent-lo adaptable als distints dispositius i també es reorganitzà els continguts.

## Serveis informatius a la TV
- À Punt Notícies Matí De 08:00 a 10:00 amb Marta Ventura (TV)

- À Punt Notícies Migdia De 14:30 a 15:15 amb Adelaida Ferre i Vanessa Gregori.
  - Esports Migdia amb Samuel Borja.
  - Oratge Migdia amb Joan Carles Fortea, Lluís Obiols o Victòria Rosselló.

- À Punt Notícies Nit De 21:00 a 21:35 amb Victòria Maso.
  - Esports Nit amb Isabel Sánchez.
  - Oratge Nit amb Joan Carles Fortea, Lluís Obiols o Victòria Rosselló.

- À Punt Notícies Cap de Setmana De 14:30 a 15:15 i de 21:00 a 21:35 amb Josep Grau i Patricia Ramírez.
  - Esports Cap de Setmana amb Carles Claver.
  - Oratge Cap de Setmana amb Joan Carles Fortea, Lluís Obiols o Victòria Rosselló.

### Programes anteriors
- Punt Docs (programa d'investigació) Divendres 21:35 amb Xelo Miralles
- La Qüestió (Espai de reflexió i anàlisi de l'actualitat informativa) Divendres 22:30 amb Jèssica Crespo.
- A la Ventura (Espai de reflexió i anàlisi de l'actualitat informativa) Divendres, amb Marta Ventura.

## Televisió
S'espera que la televisió valenciana tinga tres canals que emeten en obert per la TDT en les freqüències per les quals emetien anteriorment Canal Nou i Canal Nou Dos, així com per Internet. El primer canal és de caràcter generalista, el segon temàtic i informatiu, i el tercer dedicat al públic infantil. Aquest últim emetria de forma exclusiva a través d'Internet.
S'espera reciprocitat en l'emissió dels canals de ràdio i televisió de la Corporació amb els canals públics de Catalunya (CCMA), Balears (EPRTVIB) i aquests canals es veuran al País Valencià sempre que els canals de la Corporació es vegen en aquests territoris.

### Canals
| Logo | Canal | Format d'imatge | Mitjans d'emissió | Inici de transmissions                                         |
| ---- | --- | --------------- | ----------------- | -------------------------------------------------------------- |
|      | À Punt Canal generalista.                                                                                     | HD              | TDT               | 25 d'abril de 2018                                             |
| -    | Per determinar Canal temàtic i informatiu.                                                                    | HD              | TDT i Internet    | No emet encara                                                 |
|      | À Punt Global Canal generalista online sense emissió de pel·lícules o sèries amb drets d'emissió restringits. | HD              | Internet          | 10 de juny de 2018                                             |
|      | Bon Dia TV Emissió generalista online amb continguts d'IB3 Televisió, TV3 i À Punt.                           | HD              | Internet          | 27 de novembre del 2018 19 de novembre del 2021 (À Punt Mèdia) |

## Ràdio
La ràdio valenciana es compon de dos emissores: una generalista, amb informatius, entreteniment, ficció, tertúlies i esport; i s'espera una altra temàtica per a la música i cultura en valencià. Emeten a través de les freqüències per les quals retransmetien anteriorment Nou Ràdio i Sí Ràdio.

### Emissores
| Logo | Canal                         | Format de so | Mètodes d'emissió | Inici de transmissions |
| ---- | ----------------------------- | ------------ | ----------------- | ---------------------- |
|      | À Punt FM Canal generalista.  | AAC          | FM, TV, web i app | 11 de desembre de 2017 |
| -    | Per determinar Canal temàtic. | -            | FM, TV, web i app | No emet encara         |

### Audiència
Evolució de la mitjana d'oients diaris (dilluns a divendres), segons l'EGM.
| Any  | 1a onada          | 2a onada                | 3a onada                  | Mitjana anual |
| ---- | ----------------- | ----------------------- | ------------------------- | ------------- |
| 2017 | No emetia encara. | No emetia encara.       | Sense dades               |               |
| 2018 | Sense dades       | Sense dades             | 22.000                    |               |
| 2019 | 18.000            | 42.000                  | 29.000                    |               |
| 2020 | 34.000            | Estudi suspés           | 28.000                    |               |
| 2021 | 43.000            | 24.000                  | 36.000                    |               |
| 2022 | 33.000            | 25.000                  | 42.000                    |               |
| 2023 | 32.000            | 33.000                  | 23.000                    |               |
| 2024 | 42.000            | Es publicarà en juliol. | Es publicarà en desembre. |               |

## Multimèdia
Els continguts s'emeten també baix demanda per mitjà de les aplicacions web i mòbil oficials i d'altres plataformes de tercers com YouTube. Els continguts, principalment, són els dirigits al públic infantil i el material transmèdia que complementa el contingut emés per ràdio. Des del 10 d'abril de 2018, el lloc web té un disseny adaptable als distints dispositius.